# Une descente dans le Maelstrom
Une descente dans le Maelstrom (A Descent into the Maelström) est une nouvelle d'Edgar Allan Poe publiée en 1841.
Poe classe ce texte parmi ses nouvelles de « ratiocination » : il est possible d'y voir une forme précoce de science-fiction.

## Résumé
Un homme raconte comment il a survécu à un maelstrom (celui du Moskstraumen), un puissant tourbillon formé dans la mer. 